# سوینین دو سیرانو دو برژراک
سوینین دو سیرانو دو برژراک (به فرانسوی: Savinien de Cyrano de Bergerac) نویسنده قرن هفدهم میلادی اهل فرانسه است.